# Belgická královská knihovna
Belgická královská knihovna (vlámsky: Koninklijke Bibliotheek van België; francouzsky: Bibliothèque royale de Belgique) je národní knihovna Belgie v hlavním městě Bruselu. Knihovně se též přezdívá Albertina, to kvůli jezdecké soše třetího belgického krále Alberta I. před vchodem. Založena byla roku 1837. Základem fondů byla knihovna bibliofila Charlese van Hulthema a později Knihovna města Bruselu, jejíž sbírky byly převedeny do královské knihovny v roce 1842 - zahrnovaly přitom z velké části i fond bývalé Královské knihovny Nizozemí (založena 1559). Královská knihovna je největší v zemi. Schraňuje čtyři miliony knižních svazků, 750 000 tisků, kreseb a fotografií, 150 000 map a více než 250 000 dalších předmětů. Sbírka kreseb a grafik je velmi vzácná, nechybí v ní díla Albrechta Dürera, Pietera Bruegela, Anthonise van Dycka, Rembrandta nebo Petera Paula Rubense. Knihovna vlastní i vzácnou numismatickou sbírku, v níž nechybí jedna z nejcennějších mincí historie, sicilská tetradrachma z 5. století. Unikáty vlastní i hudební oddělení, jehož základ vytvořila soukromá sbírka významného muzikologa 19. století Françoise-Josepha Fétise, kterou získala knihovna v roce 1872, a která obsahovala například originální partituru Suity g moll Johanna Sebastiana Bacha. Mezi lety 1954 až 1969 bylo postaveno současné sídlo knihovny, podle návrhu architektů Maurice Houyouxe a Roland Delerse, ve čtvrti Mont des Arts (adresa: Avenue de l'Empereur 4).